# Kukkiwon

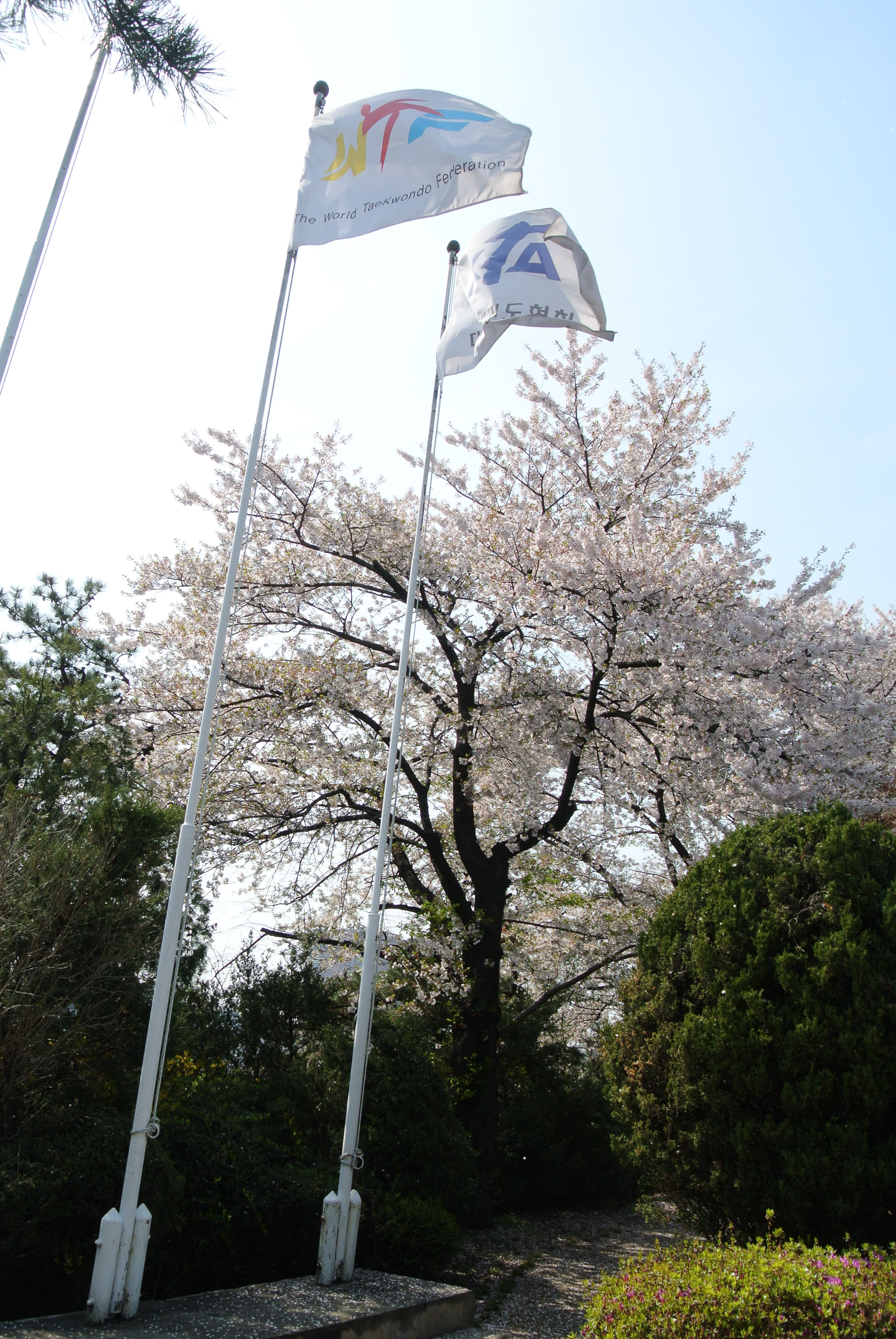
Drapeaux dans l'enceinte du Kukkiwon

Kukkiwon est le siège mondial du taekwondo fondé le 30 novembre 1972 à Séoul en Corée du Sud. Le premier président nommé fut Un Yong Kim.
Son bâtiment contient aussi un grand gymnase où ont lieu compétitions, stages techniques et formations d'instructeurs.
En 2009, Rémi Mollet, entraîneur du club torcéen de taekwondo, est nommé membre du Comité de Conseil International du kukkiwon.[pertinence contestée]
Depuis le 4 juin 2010, c'est Kang Won Sik qui en est le président.